# Greater London Council
Rada Velkého Londýna (anglicky Greater London Council – GLC) byla zastupitelstvem Velkého Londýna v letech 1965 až 1986. Nahradila původní Radu hrabství Londýn (LCC), která spravovala daleko menší oblast.

## Vznik
Labouristická strana kontrolovala LCC od roku 1934 a tak konzervativní vláda dospěla k názoru, že výsledky voleb do LCC budou ovlivněné tím, že se odehrávají ve vnitřních částech Londýna. Snažila se vytvořit novou instituci správy celého Londýna.
V roce 1957 byla zřízena královská komise, která v roce 1960 navrhla vytvoření 52 městských částí jako základu nového správního uspořádání. Dalším doporučením bylo vytvoření centrální správní instituce zodpovědné za městskou hromadnou dopravu, správu komunikací a správu bytového fondu. Návrhy královské komise byly většinou akceptovány i když byl snížen počet městských obvodů na 32.
Členové GLC, zvolení pro oblast LCC se stávali 'ex officio' členy instituce správy školství Vnitřního Londýna – Inner London Education Authority, která tuto činnost převzala za zrušený LCC. Na území Vnějšího Londýna je zodpovědná za tuto oblast rada jednotlivé městské části.

## Pravomoci
GLC měl zodpovědnost v těchto oborech – městská hromadná doprava (prostřednictvím instituce London Transport), požární ochrana, civilní ochrana a prevence záplav.
GLC se dělil o pravomoci s radami jednotlivých městských částí v oblasti údržby komunikací, bytového fondu, plánování a kultury.

## Historie

Znak GLC.

První volby do GLC se konaly 9. dubna 1964 a zvítězila v nich Labouristická strana se 64 zástupci, zatímco Konzervativní strana získala 36 křesel.
V roce 1972 se změnil volební systém a byly vytvořeny jednomandátové obvody a volební období bylo prodlouženo na 4 roky.
Volby v roce 1981 vyhrála těsně Labouristická strana a do čela GLC se dostal, i vlivem rozkolu v této straně, Ken Livingstone prosazující princip vysokých daní a vysokých rozpočtů. Livingstonova politika štědrého utrácení, například použití vládní podpory na snížení jízdného v metru, dialog s předákem Sinn Fein Gerry Adamsem, schválení postavení sochy Nelsona Mandely narazila na prudký odpor u vlády vedené Margaret Thatcherovou.
Zákon rušící GLC – Local Government Act 1985 byl schválen Parlamentem a určil datum konce činnosti GLC na 31. březen 1986. Instituce správy školství Vnitřního Londýna (ILEA) pokračovala ve své činnosti ještě několik let.
Většina pravomocí přešla na rady jednotlivých městských částí. Některé činnosti, jako například požární ochrana, byly zajišťovány společnými úřady vytvářenými ze zástupců radních jednotlivých obvodů. Další, například doprava, přešla do pravomoci vlády.

## Vedoucí představitelé GLC
- Bill Fiske (1964–67)
- Desmond Plummer (1967–73)
- Sir Reg Goodwin (1973-77)
- Sir Horace Cutler (1977-81)
- Ken Livingstone (1981–84)
- John Wilson (1984)
- Ken Livingstone (1984–86)